# 阿布日和音高勒
阿布日和音高勒，位于中华人民共和国内蒙古自治区巴彦淖尔市乌拉特后旗北部的一条干河，发源于潮格温都尔镇瑙滚毛德以东达巴呼都格北山顶，蜿蜒向西北流，经韩乌拉嘎查、巴音前达门苏木巴音哈少嘎查等地，于乌兰陶勒盖西北约4千米处注入和布特呼仍尼戈壁。河长117.22千米，集水面积2742.43平方千米，河道平均比降6.10‰。